# Juan Sebastián Cabal
Juan Sebastián Cabal Valdés (n. 25 aprilie 1986) este un jucător profesionist de tenis columbian, fost numărul 1 mondial la dublu.
Cabal este de trei ori campion de Grand Slam, câștigând atât Campionatul de la Wimbledon, cât și US Open în 2019 la dublu masculin, alături de compatriotul Robert Farah, precum și Australian Open 2017 la dublu mixt cu Abigail Spears. A fost finalist la dublu masculin la French Open 2011, în parteneriat cu Eduardo Schwank și la Australian Open 2018 cu Farah.
Cabal a câștigat 19 titluri de dublu la ATP Tour, inclusiv două la nivel Masters 1000, și a devenit numărul 1 mondial la dublu pentru prima dată la 15 iulie 2019. El a petrecut un total de 29 de săptămâni în fruntea clasamentului de dublu, iar el și Farah au fost Echipa de dublu ATP a anului 2019. Cabal a reprezentat Columbia în Cupa Davis din 2008, precum și la Jocurile Olimpice din 2012, 2016 și 2020.